# Salkin (poddystrykt)
Salkin – jedna z 6 jednostek administracyjnych trzeciego rzędu (nahijja) dystryktu Harim w muhafazie Idlib w Syrii.
W 2004 roku poddystrykt zamieszkiwało 47 939 osób.